# Дюран, Жильбер
Жильбе́р Дюра́н (1 мая 1921[…], Шамбери, Савойя, Франция — 7 декабря 2012[…], Rumilly, Верхняя Савойя, Франция) — французский социолог, антрополог, религиовед, исследователь форм и функций воображения в культуре Нового времени.

## Биография
C конца 1940 года участвовал в движении Сопротивления. Ученик К. Г. Юнга, Г. Башляра, А. Корбена. В 1947—1956 годах профессор философии, а затем — социологии и антропологии в Университете Гренобль 2 (впоследствии — почётный профессор). Один из основателей (совместно с Леоном Селье и Полем Дюшаном) Центра исследований воображения (1966). Был близок к международному и междисциплинарному кружку исследователей религиозной и духовной жизни «Эранос».

## Научное творчество
На широком материале от традиционных мифологий и сказок до литературы и кино исследует формы пространства, времени, причинности, модусы реальности, переживания приобщенности и отчуждения, радости, страха и проч. в представлениях воображаемого мира. Наиболее известна его монография «Антропологические структуры воображаемого» (1960, переизд.).
Ж. Дюран ввел такие понятия, как «имажинер» («l’imaginaire», первичный процесс, состоящий из воображаемого, воображающего, воображения и самого процесса воображения одновременно), «траект» («trajet anthropologique», самостоятельный феномен, находящийся между субъектом и объектом), а также три антропологических типа — диурн (дневной режим), драматический и мистический ноктюрн, которые отражают глубинную подсознательную реакцию индивида на смерть и обусловливают поведение в обществе.

## Последователи
Среди его учеников — М. Маффесоли, его подход развивал П. Сансо.

## Признание
Труды Дюрана переведены на английский, русский, немецкий, испанский, португальский, польский, румынский, корейский и другие языки.
В 2000 году он был причислен к Праведникам мира.
В 2007 году получил титул командора ордена Почётного легиона.

## Список произведений
- Les structures anthropologiques de l’imaginaire. Paris: PUF, 1960.
- L’imagination symbolique. Paris: PUF, 1964.
- Sciences de l’homme et tradition. Le nouvel esprit anthropologique. Paris: Albin Michel, 1975.
- Figures mythiques et visages de l’œuvre. De la mythocritique à la mythanalyse. Paris:Berg International, 1979.
- L'âme tigrée. Paris: Denoël, 1980.
- La foi du cordonnier. Paris: Denoël, 1984.
- Beaux-arts et archétypes. La religion de l’art. Paris: PUF, 1989.
- L’imaginaire. Essai sur les sciences et la philosophie de l’image. Paris: Hatier, 1994.
- Introduction à la mythodologie. Mythes et sociétés. Paris: Albin Michel, 1996.
- Champs de l’imaginaire. Textes réunis par Danièle Chauvin, Grenoble: Ellug, 1996 (с подробной библиографией).
- L’anthropologie et les structures du complexe (фр.) // Bulletin Interactif du Centre International de Recherches et Études transdisciplinaires. — 1998. — Mai (no 13).
- Les mythes fondateurs de la franc-maçonnerie. Paris: Dervy, 2002.
- La sortie du XXe siècle. Paris, CNRS Editions, 2010.
- Fondements et perspectives d’une philosophie de l’imaginaire (фр.).